# دالباوانسین
دالباوانسین(به انگلیسی: Dalbavancin) (INN، با نام‌های تجاری Dalvance در ایالات متحده و Xydalba در اروپا) نوعی آنتی بیوتیک لیپوگلیکوپپتید نسل دوم است. متعلق به دسته ای است که ونکومایسین در آن قرار دارد که بیشترین استفاده در این گروه را دارد و یکی از معدود روش‌های درمانی در دسترس بیماران آلوده به استافیلوکوک اورئوس مقاوم به متی‌سیلین (MRSA) است.
دالباوانسین یک لیپوگلیکوپپتید نیمه‌سنتزی است که به منظور بهبود گلیکوپپتیدهای طبیعی موجود حال حاضر مانند وانکومایسین و تئی‌کوپلانین طراحی شده‌است.
سازوکار اثر آن مانند وانکومایسین مهار سنتز دیواره سلولی است. به دلیل بالا بودن نیمه عمر این دارو(بیش از ۱۰ روز)، امکان استفاده روزی یک بار از این دارو به صورت وریدی را امکان‌پذیر می‌سازد. دالباوانسین در درمان عفونت‌های پوست و بافت نرم مؤثر است.